# Opération Jajce
Seconde Guerre mondiale
Batailles
Opérations anti-partisans en Croatie
L'opération Jajce  est une opération anti-partisans menée par les forces allemandes et croates du 4 au 9 janvier 1944 en Yougoslavie.

## But de l'opération
Cette opération, qui fait partie de l'opération Waldrausch, était destinée à ouvrir la vallée de la Vrbas et les routes parallèles à la vallée qui conduisaient au sud de Banja Luka à Mrkonjić Grad et Jajce.
| \| Banja Luka Mrkonjić Grad Jajce \| |
| Banja Luka Mrkonjić Grad Jajce       |

## Forces en présence
Forces de l'Axe
 Reich allemand
- 1. Gebirgs-Division (éléments)
- 373. Infanterie-Division (kroat.) (éléments)
- Panzergrenadier-Lehr-Regiment 901
- Grenadier-Regiment (mot.) 92

 État indépendant de Croatie
- Peu ou pas

Résistance
 Partisans
- 1re division d'assaut prolétarienne (NOVJ)
- 6e division prolétarienne (NOVJ)
- 11e division d'assaut prolétarienne (NOVJ)

## L'opération
Faisant partie de l'opération plus large appelée « opération Waldrausch », les forces affectées ont convergé vers Jajce depuis le nord, l'est et l'ouest, prenant la ville le 9 janvier. C'était la quatrième fois que Jajce changeait de mains au cours des 15 mois précédents. 
L'opération permis aux troupes de l'Axe de rouvrir, pour le moment en tout cas, les lignes de communication entre Banja Luka et Jajce.

## Bilan
Les pertes concernant cette opération ne sont pas connues, mais ne dépassaient probablement pas plusieurs centaines de chaque côté.